# 长尾攀鼠
长尾攀鼠（学名：[Vandeleuria oleracea] 错误：{{Lang}}：文本有斜体标记（帮助））为鼠科长尾攀鼠属的动物。在中国大陆，分布于云南等地，常见于热带森林。该物种的模式产地在印度。

## 保护
- 中国濒危动物红皮书等级：稀有

## 亚种
- 长尾攀鼠尼泊尔亚种（学名：[Vandeleuria oleracea dumeticola] 错误：{{Lang}}：文本有斜体标记（帮助）），Hodgson于1845年命名。在中国大陆，分布于云南等地。该物种的模式产地在尼泊尔。[2]